# Distretto di Kao Liao
Il distretto di Kao Liao (in thailandese: เก้าเลี้ยว) è un distretto (amphoe) della Thailandia, situato nella provincia di Nakhon Sawan.